# Trường Hóa và Khoa học Sự sống, Đại học Bách Khoa Hà Nội
Trường Hóa và Khoa học Sự sống, Đại học Bách khoa Hà Nội (tiếng Anh: School of Chemistry and Life Sciences, Hanoi University of Science and Technology, viết tắt là SCLS). Trường Hóa và Khoa học Sự sống là một trong 5 đơn vị cấp trường trực thuộc Đại học Bách khoa Hà Nội, trường đại học trọng điểm quốc gia ở Việt Nam.

## Cơ cấu tổ chức
Trường Hóa và Khoa học Sự sống –  Đại học Bách khoa Hà Nội gồm 5 Khoa, Trung tâm kỹ thuật và Trung tâm nghiên cứu. Trường có một bộ phận hành chính tập trung là Văn phòng Trường. Đây là đơn vị thực thi và tham mưu cho Ban Giám hiệu cũng như hỗ trợ các đơn vị khác trong quá trình triển khai hoạt động.

### Các Khoa
1. Khoa Hóa học
2. Khoa Kỹ thuật Hóa học
3. Khoa Khoa học & Công nghệ Môi trường
4. Khoa Kỹ thuật Sinh học
5. Khoa Kỹ thuật Thực phẩm

### Trung tâm
1. Trung tâm kỹ thuật
2. Trung tâm nghiên cứu

### Văn phòng
1. Văn phòng trường

Hội đồng Trường do Giám đốc Đại học Bách Khoa Hà Nội ra quyết định thành lập nhằm tư vấn cho Hiệu trưởng trong các công việc quản lý điều hành Trường.

## Lãnh đạo và các đoàn thể

### Ban giám hiệu
- Hiệu trưởng: PGS.TS. Chu Kỳ Sơn
- Phó hiệu trưởng: PGS. TS. La Thế Vinh, PGS. TS. Nguyễn Thị Ánh Tuyết và PGS. TS. Nguyễn Hồng Liên

### Đảng ủy bộ phận
- Bí thư Đảng uỷ: Đồng chí Chu Kỳ Sơn
- Phó Bí thư Đảng ủy: Đồng chí La Thế Vinh
- Đảng ủy viên: Đồng chí Hoàng Thị Thu Hương

Gồm 8 chi bộ: Chi bộ Hóa học, Chi bộ Kỹ thuật Hóa học, Chi bộ Kỹ thuật Thực phẩm, Chi bộ Kỹ thuật Sinh học, Chi bộ KH&CN Môi trường, Chi bộ Văn phòng và Chi bộ Sinh viên. 

### Hội đồng trường
- Chủ tịch:

### Văn phòng trường
- Trưởng văn phòng: TS. Phạm Ngọc Hưng

### Công đoàn
- Chủ tịch:TS. Nguyễn Anh Vũ

### Đoàn trường
- Bí thư: TS. Nguyễn Chính Nghĩa

## Đào tạo

### Đại học

#### Bậc Cử nhân:
Trường Hóa và Khoa học sự sống đào tạo 9 chương trình với khung chương trình bậc Cử nhân là 4 năm/132 tín chỉ
1. Cử nhân Hóa học
2. Cử nhân Kỹ thuật Hóa học
3. Cử nhân Kỹ thuật Môi trường
4. Cử nhân Quản lý Tài nguyên và Môi trường
5. Cử nhân Kỹ thuật Thực phẩm
6. Cử nhân Kỹ thuật Sinh học
7. Cử nhân Chương trình Tiên tiến Kỹ thuật Hóa dược
8. Cử nhân Chương trình Tiên tiến Kỹ thuật Thực phẩm
9. Cử nhân Chương trình Tiên tiến Kỹ thuật Sinh học

#### Bậc Kỹ sư chuyên sâu đặc thù
Theo như mô hình chung của Đại học Bách Khoa Hà Nội, một số chương trình Cử nhân kỹ thuật có thể lựa chọn học lên tới bậc 7 (bậc nghề nghiệp) để hoàn thành chương trình Kỹ sư chuyên sâu đặc thù với khung chương trình là 5-5.5 năm/180 tín chỉ.
1. Kỹ sư Kỹ thuật Hóa học
2. Kỹ sư Kỹ thuật Môi trường
3. Kỹ sư Quản lý Tài nguyên và Môi trường
4. Kỹ sư Kỹ thuật Thực phẩm
5. Kỹ sư Kỹ thuật Sinh học

### Sau đại học
Tất cả các chương trình cử nhân đại trà tại Đại học Bách Khoa Hà Nội đều có thể học tích hợp Cử nhân - Thạc sĩ với khung chương trình là 5.5 năm/180 tín chỉ.
1. Thạc sĩ Hóa học
2. Thạc sĩ Kỹ thuật Hóa học
3. Thạc sĩ Kỹ thuật Môi trường
4. Thạc sĩ Quản lý Tài nguyên và Môi trường
5. Thạc sĩ Công nghệ Thực phẩm
6. Thạc sĩ Công nghệ Sinh học

Các chương trình Thạc sĩ đều có thể học tiếp lên đến Tiến sĩ tại Trường Hóa và Khoa học sự sống

### Các chương trình đặc biệt
Trường Hóa và Khoa học sự sống có tổ chức những chương trình đào tạo

#### Đối tượng tuyển sinh
Học sinh tốt nghiệp THPT, trúng tuyển khối A, B kỳ thi tuyển sinh ĐH (diện được tuyển thẳng hoặc điểm trên một mức do nhà trường quy định từng năm), đạt điểm kiểm tra tiếng Anh đầu vào hoặc:   TOEFL paper ≥ 450, TOEFL CBT ≥ 140, IELTS ≥ 4.5. Chỉ tiêu được điều chỉnh và công bố hàng năm theo Đề án tuyển sinh của toàn Đại học.

## Lĩnh vực nghiên cứu

### Định hướng nghiên cứu
Định hướng nghiên cứu của Trường Hóa và Khoa học sự sống bao gồm 3 trong 4 định hướng nghiên cứu chủ đạo của Đại học Bách Khoa Hà Nội:
- Khoa học sức khỏe
- Năng lượng mới và phát triển bền vững
- Vật liệu tiên tiến